# Хокей на зимових Олімпійських іграх 2022
Змагання із хокею з шайбою на зимових Олімпійських іграх 2022 року у Пекіні тривали з 3 по 20 лютого 2022 року. 12 чоловічих та 10 жіночих (на 2 більше, ніж 2018 року) команд розіграли два комплекти нагород — у чоловічому та жіночому турнірах відповідно. Розміри хокейного майданчика (60×30 м) відповідали стандартам Міжнародної федерації хокею.

## Чемпіони та призери

### Таблиця медалей
| Місце               | Країна                     | Золото | Срібло | Бронза | Загалом |
| ------------------- | -------------------------- | ------ | ------ | ------ | ------- |
| 1                   | Фінляндія                  | 1      | 0      | 1      | 2       |
| 2                   | Канада                     | 1      | 0      | 0      | 1       |
| 3                   | Олімпійський комітет Росії | 0      | 1      | 0      | 1       |
| 3                   | США                        | 0      | 1      | 0      | 1       |
| 5                   | Словаччина                 | 0      | 0      | 1      | 1       |
| Загалом (5 збірних) | Загалом (5 збірних)        | 2      | 2      | 2      | 6       |

### Медалісти
| Дисципліна       | Золото | Срібло | Бронза |
| ---------------- | --- | --- | --- |
| Чоловічий турнір | Фінляндія · Міро Аалтонен · Марко Анттіла · Ганнес Б'єрнінен · Валттері Фільппула · Ніклас Фріман · Маркус Ґранлунд · Теему Хартікайнен · Юусо Хієтанен · Валттері Кеміляйнен · Лео Комаров · Мікко Легтонен · Петтері Ліндбом · Саку Мяеналанен · Сакарі Маннінен · Йоонас Няттінен · Атте Охтамаа · Ніко Оямякі · Юго Олкінуора · Ійро Пакарінен · Гаррі Песонен · Вілле Покка · Тоні Раяла · Харрі Сятері · Франс Туогімаа · Самі Ватанен | Олімпійський комітет Росії Сергій Андронов Тимур Білялов Андрій Чибісов Іван Федотов Станіслав Галієв Михайло Григоренко Грицюк Арсен Сергійович Гусєв Микита Андрійович Павло Карнаухов Артур Каюмов Артем Мінулін Нестеров Микита Данилович Олександр Нікішин Сергій Плотников Олександр Самонов Кирило Семьонов Шаріпзянов Дамір Амірзянович Шипачов Вадим Олександрович Антон Слєпишев Сергій Телегін Володимир Ткачов Дмитро Воронков В'ячеслав Войнов Єгор Яковлєв Олександр Єлесін | Словаччина · Петер Цегларик · Міхал Чайковський · Петер Черешняк · Марек Дялога · Марко Даньо · Мартін Гернат · Маріо Ґрман · Адріан Голешинський · Марек Гривик · Лібор Гудачек · Томаш Юрчо · Мілош Келемен · Самуель Княжко · Браніслав Конрад · Міхал Кріштоф · Мартін Маринчин · Шимон Немець · Крістіан Поспішил · Павол Регенда · Мілош Роман · Патрік Рибар · Юрай Слафковський · Самуель Такач · Матей Томек · Петер Зузін |
| Жіночий турнір   | Канада · Ерін Амброз · Ештон Белл · Крістен Кемпбелл · Emily Clark · Мелоді Дауст · Анн-Рене Десбін · Рената Фаст · Сара Фільє · Браянн Дженнер · Ребекка Джонстон · Жоселін Ларок · Емма Мальте · Емеранс Машмаєр · Сара Нерс · Марі-Філіп Пулен · Джеймі Лі Реттрей · Джилл Солньєр · Елла Шелтон · Наталі Спунер · Лора Стейсі · Клер Томпсон · Брейр Тернбулл · Міка Занді-Гарт                                                          | США · Кайла Барнс · Меґан Бозек · Ганна Брандт · Дані Камеранезі · Александра Карпентер · Алекс Кавалліні · Джессі Комфер · Кендалл Койн-Скофілд · Бріанна Деккер · Джинсі Данн · Саванна Гермон · Керолайн Гарві · Нікол Генслі · Меґан Келлер · Аманда Кессел · Гіларі Найт · Еббі Мерфі · Келлі Паннек · Медді Руні · Еббі Роке · Гейлі Скамурра · Лі Стеклін · Ґрейс Замвінкл | Фінляндія · Санні Хакала · Єнні Хійрікоскі · Еліза Холопайнен · Сіні Кар'ялайнен · Мішель Карвінен · Анні Кейсала · Неллі Лайтінен · Юлія Лійкала · Евелійна Мякінен · Петра Ніемінен · Таня Нісканен · Єннійна Нюлунд · Меері Ряйсянен · Санні Рантала · Роня Саволайнен · Софіанна Сунделін · Сусанна Тапані · Ноора Тулус · Мінтту Туомінен · Війві Вайнікка · Санні Ванханен · Емілія Веса · Елла Війтасуо                      |

## Спортивні об'єкти
| Арена Укесон Місткість: 18 000 | Державний палац спорту Пекіна Місткість: 18 000 |
| ------------------------------ | ----------------------------------------------- |
|                                |                                                 |
| КНР — Пекін                    |                                                 |

## Розклад змагань
| ПР | Попередній раунд | ПО | Плейоф | ЧФ | Чвертьфінали | ПФ | Півфінали | B | Матч за бронзові медалі | Ф | Фінал |

| ДатаДисципліна   | Чет 3 | П'ят 4 | Суб 5 | Нед 6 | Пон 7 | Вів 8 | Сер 9 | Чет 10 | П'ят 11 | Суб 12 | Нед 13 | Пон 14 | Вів 15 | Сер 16 | Чет 17 | П'ят 18 | Суб 19 | Нед 20 |
| ---------------- | ----- | ------ | ----- | ----- | ----- | ----- | ----- | ------ | ------- | ------ | ------ | ------ | ------ | ------ | ------ | ------- | ------ | ------ |
| Чоловічий турнір |       |        |       |       |       |       | ПР    | ПР     | ПР      | ПР     | ПР     |        | ПО     | ЧФ     |        | ПФ      | Б      | Ф      |
| Жіночий турнір   | ПР    | ПР     | ПР    | ПР    | ПР    | ПР    |       |        | ЧФ      | ЧФ     |        | ПФ     |        | Б      | Ф      |         |        |        |

## Чоловіки
У турнірі беруть участь 12 збірних. 8 збірних кваліфікувалися за сумарним рейтингом ІІХФ за кілька попередніх років, з урахуванням підсумків чемпіонату світу з хокею 2019 року. Це Канада, Олімпійські атлети з Росії, Швеція, Фінляндія, Чехія, США, Німеччина та Швейцарія. Окрім них, автоматично кваліфікувався Китай на правах країни-господарки. Ще три команди визначились за результатами кваліфікаційних турнірів. Це Словаччина, Латвія та Данія.
Формат турніру залишився таким самим, як і на попередніх трьох Олімпійських іграх. Дванадцять збірних розбиті на три групи, по чотири в кожній. У своїх групах збірні грають кожна з кожною один раз. Напряму до чвертьфіналу потрапляють збірні, що посіли в своїх групах 1-ше місце і найкраща серед других, а решта збірних змагаються в кваліфікаційному раунді. Далі змагання проходять за олімпійською системою. Переможці чвертьфіналів грають у півфіналах. Переможці півфіналів у фіналі визначають володарів золотих медалей, а ті, що програли, грають у матчі за бронзові медалі.
10 лютого 2020 року Асоціація гравців Національної хокейної ліги (АГНХЛ) і Національна хокейна ліга домовилися щодо нового колективного договору, який, серед іншого, передбачає, що НХЛ розгляне можливість участі своїх гравців у зимових Олімпійських іграх 2022 і 2026. 22 липня 2021 року НХЛ опублікувала розклад сезону 2021–2022, який містив перерву на Олімпійські ігри, але водночас Ліга наголосила, що остаточної угоди щодо участі гравців НХЛ в Олімпіаді ще не досягнуто. 3 вересня 2021 року досягнуто угоду, що дозволяла гравцям НХЛ взяти участь в Олімпійських іграх. 
22 грудня 2021 року НХЛ оголосила, що не відпустить гравців на Олімпійські ігри. Пандемія Ковід-2019 спричинила зміну розкладу НХЛ: було перенесено приблизно 50 матчів. Тож було вирішено використати олімпійську перерву, щоб радше зіграти свої перенесені матчі, ніж відпустити гравців на Олімпіаду.

### Учасники
Склад груп визначено 24 квітня 2020 року.
Через відсутність власних кваліфікованих гравців, Китай мусив наймати гравців за кордоном. До складу чоловічої збірної Китаю входять 11 канадців, 9 китайців, три американці і 1 росіянин. Через надзвичайно слабку гру, відвідуваність матчів збірної під питанням, хоча Китай і кваліфікувався як країна-господарка.
| Група A                            | Група B                             | Група C                                    |
| ---------------------------------- | ----------------------------------- | ------------------------------------------ |
| - Канада - США - Німеччина - Китай | - Росія - Чехія - Швейцарія - Данія | - Фінляндія - Швеція - Словаччина - Латвія |

## Жінки
У турнірі візьмуть участь 10 збірних, що на 2 більше, ніж на попередніх ОІ-2018. 6 збірних кваліфікувалися за сумарним рейтингом рейтингом ІІХФ за кілька попередніх років, після чемпіонату світу 2020 року. А що Чемпіонат світу не відбувся, то замість його підсумків у сумарному рейтингу враховано посів перед чемпіонатом. Це США, Канада, Фінляндія, Олімпійські атлети з Росії, Швейцарія та Японія. Окрім них, автоматично кваліфікувався Китай на правах країни-господарки. Ще три команди визначилися за результатами кваліфікаційних турнірів. Це Чехія, Швеція та Данія.

### Учасниці
| Група A                                        | Група B                                   |
| ---------------------------------------------- | ----------------------------------------- |
| - США - Канада - Фінляндія - Росія - Швейцарія | - Японія - Чехія - Швеція - Данія - Китай |

## Підсумки кваліфікації
| Країни                     | Чоловіки | Жінки | Спортсменів |
| -------------------------- | -------- | ----- | ----------- |
| Канада                     | Так      | Так   | 48          |
| Китай                      | Так      | Так   | 48          |
| Чехія                      | Так      | Так   | 48          |
| Данія                      | Так      | Так   | 48          |
| Фінляндія                  | Так      | Так   | 48          |
| Німеччина                  | Так      |       | 25          |
| Японія                     |          | Так   | 23          |
| Латвія                     | Так      |       | 25          |
| Олімпійський комітет Росії | Так      | Так   | 48          |
| Словаччина                 | Так      |       | 25          |
| Швеція                     | Так      | Так   | 48          |
| Швейцарія                  | Так      | Так   | 48          |
| США                        | Так      | Так   | 48          |
| Загалом: 13 НОК            | 12       | 10    | 530         |